# جایزه بزرگ آلمان ۱۹۷۹
جایزه بزرگ آلمان ۱۹۷۹ (انگلیسی: ‎1979 German Grand Prix‎) یک مسابقهٔ موتوری در رشتهٔ اتومبیل‌رانی فرمول یک بود که در تاریخ ۲۹ ژوئیهٔ ۱۹۷۹ در هوکنهایمرینگ واقع در هوکنهایم، آلمان برگزار شد. این گراند پری در میان ۱۵ گراند پری در فصل ۱۹۷۹، مسابقهٔ شمارهٔ ۱۰ بود.
در این مسابقه که در ۴۵ دور و به مسافت ۳۰۵٫۵۰۵ کیلومتر (۱۸۹٫۸۳۲ مایل) برگزار شد، پول پوزیشن توسط ژان-پیر جابوی کسب شد و سریع‌ترین زمان برای طی یک دور پیست که برابر با ۱:۵۱٫۸۹ بود نیز توسط ژیل ویلنوو به ثبت رسید.
آلن جونز از تیم ویلیامز-فورد، کلی رگاتزونی از تیم ویلیامز-فورد و ژاک لافیت از تیم لیجیه-فورد به‌ترتیب مقام‌های اول تا سوم مسابقه را کسب کردند.

## رده‌بندی قهرمانی پس از مسابقه
| جایگاه | راننده       | امتیاز  |
| ------ | ------------ | ------- |
| ۱      | جودی شکتر    | ۳۵ (۳۹) |
| ۲      | ژاک لافیت    | ۲۸      |
| ۳      | ژیل ویلنوو   | ۲۶      |
| ۴      | کلی رگاتزونی | ۲۲      |
| ۵      | پاتریک دیپلر | ۲۰ (۲۲) |
| منبع:  |              |         |

| جایگاه | سازنده       | امتیاز |
| ------ | ------------ | ------ |
| ۱      | فراری        | ۶۵     |
| ۲      | لیجیه-فورد   | ۵۱     |
| ۳      | ویلیامز-فورد | ۳۸     |
| ۴      | لوتوس-فورد   | ۳۷     |
| ۵      | تایرل-فورد   | ۲۱     |
| منبع:  |              |        |

یادداشت
- تنها پنج جایگاه نخست از هر رده‌بندی نمایش داده شده است.